# Pimpinella zhongdianensis
Pimpinella zhongdianensis är en flockblommig växtart som beskrevs av Cheng Yih Wu, R.H.Shan och F.T.Pu. Pimpinella zhongdianensis ingår i släktet bockrötter, och familjen flockblommiga växter. Inga underarter finns listade i Catalogue of Life.